# داماد فراری
داماد فراری فیلمی به کارگردانی و نویسندگی اسماعیل ریاحی محصول سال ۱۳۴۵ است.

## خلاصه داستان
پدری بر بالین بیماری وصیت می‌کند که پس از مرگ دو فرزند او به این شرط وارث اموالش بشوند که نوه‌هایش به عقد یکدیگر درآیند و صاحب فرزند شوند. دو برادر می‌کوشند به کمک رامین فرزندان خود را به ازدواج با یکدیگر راضی کنند: اما مهری، دخترعمو، و مهدی، پسرعمو، هر کدام به تصور اینکه دیگری به قصد تصاحب ثروت، راضی به ازدواج با او شده از این کار خودداری می‌کند. از یکسو مهدی پای بند زنی آوازه خوان و از سوی دیگر مهری مورد علاقهٔ جوانی است که به عنوان کمک آشپز در خانهٔ آن‌ها کار می‌کند. مهری و مهدی برای آن که خود را از دست پدرانشان خلاص کنند به عقد مصلحتی رضایت می‌دهند، تا این که هر کدام پس از ماجراهای مضحکی متوجهٔ علاقهٔ خود به دیگری می‌شود و با شادمانی زندگی جدیدی را آغاز می‌کنند.

## بازیگران
- رضا ارحام صدر
- آذر شیوا
- همایون
- نیکو صفایی
- منصور سپهرنیا
- احمد قدکچیان
- عبدالعلی همایون
- محمود پیراسته
- تقی ظهوری
- محسن آراسته